# Неблагоприятни агрометеорологични условия

## Неблагоприятни условия за презимуване на културите

### Студоустойчивост и зимоустойчивост
В България се засяват повече от 16 млн.дка есенници (в т.ч.смески). Ако през следващите десетилетия се създадат традиции за отглеждане и на други (за сега алтернативни култури) много възможно е площта на засятите през есента култури да се увеличи, макар и с не-повече от 10 %. Главно условие за успешното презимуване на есенниците е засяването на сортове и хибриди със задоволителна студо- и зимоустойвимост.
Студоустойчивостта е свойство на организмите да устоят на ниските отрицателни температури през зимата. Зимоустойчивостта е свойство на културите да преживеят в комплекса от неблагоприятни условия през зимния период (силни студове, резки колебания на температурата, замръзнала почва, ледена кора и др.).
Успешното презимуване в голяма степен зависи от закаляването на растенията. Известни са 2 фази на закаляване на организмите:
- I фаза протича през слънчева есен, когато денонощна амплитуда е висока (от 10 – 12 °C през деня до -1..-2 °C през нощта) при средна температура на въздуха 0 – 6 °C. При такива условия става натрупване на защитни захари в тъканите. При малка амплитуда, с преобладаване на положителни температури растенията продължават развитието си и разхода на натрупаните запаси от захари. При успешна I фаза (продължаваща 10 – 15 дни) растенията могат да понесат температури до –10, -12 °C на дълбочината на възела на братене.
- II фаза на закаляване става при няколкодневна средна денонощна температура –2, -5 °C. Закалените растения се обезводняват, т.е. протича концентрация на клетъчния разтвор и част от нишестето се превръща в захари. След тази фаза растенията могат да понесат температури -12...–15 °C.

### Повреди от измръзване на посевите
Измръзване растенията се получава на непокрит със снежна покривка посев, когато температурата на въздуха падне за 2 – 3 дни под критичната температура за презимуване на вида. Обикновено при загиване на над 50% от растенията, посевът се бракува и презасява с друга култура.
При продължителен снежен покров над 30 см (2 и повече месеци) често е наблюдавано снежно изтощаване на растенията. Такива посеви обикновено са изразходвали запасите на захари в растенията и започвайки процес на гладуване, започват изразходването на запасните протеини. По този начин стават обект на инфекции от гъбни заболявания и при по-продължителна снежна покривка – загиват.
При продължително затопляне на времето (18 – 20 дни) започва нова вегетация на зимуващите култури и става разкаляване на растенията. Тези растения не биха могли да издържат повторни екстремални ниски температури на въздуха и биха загинали.

### Повреди от изтегляне на посевите
Изтеглянето е повреда по есенниците, която се получава при редуване на замръзване и размръзване на почвата. Характерните промени в обемното тегло на почвата повреждат най-вече кореновата система на растенията и, оттам, цялото растение. Растенията са с бледи листа, с кафява или червеникава периферия – характерен признак за недостиг на вода в клетките им.

### Повреди от измръзване при трайните насаждения
В България периодично се създават условия за зимно измръзване на трайните насаждения. Студоустойчивостта на тези видове е различна – 30...–35 °C при ябълката; -25...–30 °C при крушата, сливата, вишнята; -20...–25 °C при прасковата; –25 °C при кайсията; –18 °C при лозата. Причина за най-честите измръзвания при трайните насаждения може да бъде недостатъчното узряване през предхождащата година на леторастите, а също и продължителната поледица. Отделните органи на растенията са с различна чувствителност към измръзване. Най-честите повреди са:

### Загиване на кореновата шийка
Кореновата шийка най-късно встъпва в зимен покой и напролет най-рано се събужда. Измръзването се дължи на големи денонощни амплитуди. При обелване на кората се установяват тъмно лико и камбий. Поради това, че дървесината е здрава, растенията може да се развият до фаза цъфтеж, но след това внезапно загиват. През пролетта листата им са дребни, бледо зелени и силно нагърчени, прегарят откъм периферията и окапват.

### Секторно измръзване
Наблюдава се при повратни студове или замръзване преди настъпване на зимния покой. Вследствие на големите денонощни амплитуди измръзват кората и камбия. Кората става по-тъмна, хлътва и между нея и здравата дървесина се получават пукнатини (раковини). По-късно кората се обелва и се открива тъма дървесина. Чувствителни са видовете с гладка кора – кайсия, праскова и др.

### Измръзване на плодните пъпки
Те са по-слабо устойчиви от другите органи на трайните насаждения. Най-често се повреждат в края на зимата, когато започнат краткотрайни затопляния. Обикновено се засягат плодниците, които при разкъсване се виждат като черни точици. Измръзване на плодните пъпки при лозата става и при силни поледици.

## Неблагаприятни условия през вегетацията

### Слани
Сланата е понижаване на температурата на въздуха и на повърхността на почвата до 0 и по-малко °C. Сланите могат да повредят слабо, частично, силно растенията или напълно да ги уинищожат. В зависимост от формиращите ги процеси сланите биват:
- Адвективни слани – възникват при нахлуване на хладна въздушна маса с температура под 0 °C. Тези слани продължават няколко денонощия подред и често засягат не само припочвения слой, но и част от дърветата.
- Радиационни слани – проявяват се в тихи и ясни нощи при относително ниски средни температури на въздуха, които охлаждат излъчващите топлина почва и растения. Разликата между температурата на приземния въздух и температурата в метеорологичната клетка при такива слани може да достигне от 3 до 9 °C. Тези слани обикновено са слаби, но могат да продължат няколко денонощия.
- Смесени слани (адвективно-радиационни) – образуват се при нахлуване на хладна въздушна маса и последващо осланяване за сметка на нощното излъчване на топлина от почвата и растенията. Интензивността на тези слани е незначителна, но тъй като се проявяват обикновено през май, в часовете преди изгрев слънце – те повреждат късните пролетни култури и особено зеленчуковите.

### Защита от слани
Местните особености на релефа оказват значително влияние върху интензивността на сланите, срока на прекратяването им през пролетта и срока на започването им през есента. Най-малко рискови за слани са билата и връхните части на склоновете по релефа. Най-много слани се регистрират в долините и котловините. Пространствата с открит релеф (хълмисти равнини, плата) са с относителен малък риск за проява на слани. Полетата, разположени по източни и югоизточни склонове по-бързо се освобождават от сланата, но тъй като там става и твърде бързо нагряване на растенията – тук са възможни по-силни повреди по земеделските култури.
За защита на културите от слани могат да се използват различни практики, някои от които са известни от далечното минало.
Най-старият метод е обдимяването. В практиката този метод се използва в зеленчукопроизводството за предпазване на разсада и младите разсадени растения и в овощарството – за предпазване на цъфналите цветове и младите завързи. Могат да се употребяват както специално приготвени димки, така и влажни бали от стара слама. Обдимяването започва след 2 – 3 часа през нощта и продължава до 7 – 8 часа, когато опасността е преминала.
Дъждуването на посевите е също ефикасно мероприятие, което обаче изисква по-голяма подготовка и е по-скъпо. Напоследък все по-рядко се прилага.
В други страни за борба със сланите в трайните насаждения се прилага и обветряне на посевите с вятърни машини.
Най-съвременният метод за борба със сланите са машини, които чрез горене на природен газ доставят енергия в градината. Този тип машини са по познати като Frostbuster (за големи градини) и FrostGuard (за по-малки овощни градини).

### Повреди от ниски температури
Повредите, които могат да настъпят в посевите и насажденията вследствие на ниски температури през вегетацията са:
- Простудяване и измръзване. От него страдат най-вече топлолюбивите растения (краставици, пипер, патладжан, фасул, памук и др.). Външните симптоми са обща слаба хлоротичност и спиране на растежа. При продължително застудяване растенията загиват.
- Завяхване на растенията. Наблюдава се при студена почва, висока температура и ниска относителна влажност на въздуха. При слънце и вятър транспирацията се засилва, а кореновата система не може да осигури растението с вода. Листата на такива растения добиват жълто-зелен оттенък, а периферията им покафенява. Не след дълго растенията загиват. Такива повреди могат да се получат в Добруджа и при поливане на растенията с много студена вода от дълбоки кладенци (80 – 100 м). Такава вода следва предварително да се темперира в басейн.
- Измръзване на клубените на картофите. При разрез се вижда мраморно прошарване на такива клубени. При по-продължителни температури под –1,5 °C, клубените замръзват и стават твърди. След размразяването им те омекват и от тях изтича воняща течност.

### Засушавания
Засушаванията възникват при продължителна липса на валежи, съчетано с висока транспирация от растенията и изпаряване от почвата. В резултат на това настъпва несъответствие между изискванията на растенията и съдържанието на влага в почвата и въздуха. Негативния ефект от засушаването зависи и от водните свойства на почвата. Краткотрайните засушавания могат да намалят в различна степен добива от културите, а продължителните засушавания могат да бъдат катастрофални за производството на растителна продукция в цели региони.
Засушаванията биват от една страна почвени и атмосферни, и от друга страна пролетни, летни и есенни.
Пролетните суши се характеризират с невисока температура на въздуха с малка относителна влажност, ниски запаси на продуктивна влага в почвата и сухи ветрове. При продължителни пролетни засушавания чувствително пада добива от есенниците, дори и ако след това метеорологичните условия се нормализират.
Летните суши се отличават с високи температури на въздуха и горещи сухи ветрове, което в комбинация води до повишена изпаряемост и транспирация. Последействие от летните засушавания са намаления добив и силно влошеното качество.
Есенните засушавания са опасни за новозасятите есенни посеви тъй като обикновено са продължение на летните суши.
послепис:„размера винаги е от значение“

### Суховеи
Суховеите са сложни метеорологични явления, които представляват въздушни маси с висока температура (над 25 °C) и ниско съдържание на водни пари (относителна влажност на въздуха < 30%). Когато скоростта на вятъра е по-висока от 5 м/сек, те предизвикват висока изпаряемост и транспирация, което води до нарушаване на водния баланс в органите на растенията и нарушаване на физиологичните процеси фотосинтеза, дишане, обмен на веществата и т.н. В крайна сметка суховеите, особено ако те са продължителни, оказват силно негаивно влияние върху формирането на добива и качеството от растениевъдната продукция.
При въздействие на високи температури растенията забавят растежа си, понякога цветните органи абортират или младият завърз окапва. Растенията в по-напреднала фаза от развитието си узряват преждевременно. При температури на открито от 40 до 55 °C в продължение на 2 – 3 часа и интензивна радиация по стъблата и плодовете се получават пригори, а след това раковини. При температура на повърхността на почвата 54 – 55 °C се развива непаразитно сечене в основата на младите растения. При високи температури и продължително засушаване листата завяхват, по периферията покафеняват и преждевременно окапват.
Специфична болест по плододаващите ябълкови насаждения е встъкляването на плодовете. Проявява се по време на зреене при пряко огряваните плодове. Част от плода получава петна с оводнен вид, полупрозрачна консистенция. По време на съхраняването тъканите на тези петна стават бледожълти и съдържанието им се превръща в сипкава маса. Такива плодове са негодни за консумация и съхраняване и на практика нямат пазар.
При неблагоприятен воден режим и ниска влажност на въздуха може да настъпи увяхване на растенията. При това клетките загубват тургора си и се свиват. При продължителна суша растежът се потиска, листата се засукват около главния нерв, периферията им пожълтява и некротира. Симптомите започват от по-старите листа и постепенно обхващат по-младите.
В години, когато във фаза млечна зрялост на есенниците започват да духат суховей, се проявява припламване (чалгън). Атмосферната влажност рязко спада, транспирацията се засилва, растенията стават светлозелени, листата се увиват, а осилите се отварят широко (посевите изглеждат като „наструхнали“). Млечната зрялост при такива посеви преминава бързо, зърната остават празни, спарушени, с ниска абсолютна и хектолитрова маса и с лоши технологични качества.

### Градушки
Градушката се образува в облаци с голямо вертикално развитие при силни възходящи въздушни потоци. Скоростта на тези потоци в основата на облака обикновено е 3 – 5 м/сек, в средата му – 15 – 20 м/сек и към върха му – намалява. Такива въздушни потоци носят едри капки преохладена вода, които в условията на максимална скорост замръзват и се разрастват за сметка на прииждащите нови преохладени капки вода. Едрината им се увеличава до преодоляване на скоростта на вертикалното въздушно течение.
Градушката обикновено пада върху ивици от територията с ширина 3 – 5 км и дължина до 20 км. В света са регистрирани градобитни участъци с ширина 20 км и дължина 100 – 200 км. Продължителността на валежа се колебае от няколко секунди до 1 час, най-често – 5 – 10 мин.
Ежегодните вреди от градушки в света надхвърлят 2 млрд. долара. На територията на България са регистрирани няколко района с ежегоден риск от градушки – в южна България това са районите на Пловдивско, Пазарджишко, Хасковско и Старозагорско, а в Северна България – Русенско, Плевенско, Ловешко, Врачанско и др. През 70-те години в тези райони са изградени противоградни станции за обстрелване на градоносните облаци със снаряди. Това е единственият ефикасен метод за борба с градушките.
Повредите от градушки могат да бъдат в много широки граници – повреди по листата (които намаляват фотосинтезиращата площ на растенията и са причина за последващи инфекции с болести); повреди по плодовете (влошават качеството и търговския им вид); унищожаване на реколтата; унищожаване на цели трайни насаждения.

### Проливни дъждове и наводнения
До скоро се приемаше, че проливните дъждове не са характерни за България. Въпреки това, поради тоталното затопляне на климата на Земята, напоследък и в България се проявява неравномерното разпределение на валежите особено през летния период. Характерна особеност на тези валежи е, че за време от няколко часа падат толкова валежи, колкото е месечната сума на валежите, а понякога и сезонната сума. Почвите в България са с относително високо съдържание на глина, те са влагоемни и слабо водопропускливи. Поради това по-голяма част от почвите не са в състояние да поемат водата от валежи над 30 мм/денонощие. Те се преоблажняват, при наклони се стичат, а при липса на наклони могат да се заблатят за известен период от време.
При всички случаи проливните дъждове с много високо количество оказват негативна роля върху земеделските култури – влошава се структурата на почвата и условията за дишане на растенията, част от растенията загиват, продуктивността на посева пада, получава се водна ерозия на почвата и т.н.
Влиянието на проливния дъжд зависи от редица фактори – количество, фаза на културата, почвен тип, наклон на терена и др.
Примери с известни наводнения на земеделски земи:
- След дъжд в района на Генерал Тошево (Добруджа) през 1987 г. – паднали 216 мм за 2 часа, става значително преувлажняване на почвите, въпреки равния терен водата се изтича по слабия наклон, наводнени са къщи, удавен е добитък, разрушени са пътища, 2 загинали;
- Лятото на 2005 г. остава в историята на България с 4 „вълни“ на наводнения. Засегната е 1/3 от територията на страната. Най-голямо наводняване на земеделски земи е установено по време на третата вълна, в райони между София и Пловдив. Допълнителна причина за тези наводнения е преливането или превантивното изпускане на язовири.
- Снимков материал Архив на оригинала от 2007-02-20 в Wayback Machine.

### Повреди от недостиг или излишък на светлина
При недостиг на светлина растенията се развиват слабо и етиолират. Те са с удължени клетки, тънки стени и с по-воднисто съдържание. Не са устойчиви на неблагоприятни външни въздействия, по-лесно измръзват и са по-чувствителни на инфекция от болести.
При излишък на светлина се причиняват пригори по листата, кората и плодовете. Слънчев пригор се наблюдава при внезапно излагане на засенчените плодове на пряка слънчева радиация. Най-често от слънчев пригор се повреждат доматите, пипера, ябълките, лозата и др. По пипера петната са неправилни, отначало кремавобели, а по-късно наподобяват пергаментова хартия и са по-тънки от здравата тъкан. По доматите се появяват белезникави петна, тъканите под които омекват и, при заразяване с болести, не се зачервяват. По плодовете на ябълката обикновено се появяват светлокремави петна, а консистенцията под тях е със синкава окраска. По зърната на гроздето петната са кремави и често на това място ципата се напуква.